# Вологодська губернія
60° пн. ш. 40° сх. д. / 60° пн. ш. 40° сх. д.
Волого́дська губе́рнія — адміністративно-територіальна одиниця Російської імперії, утворена в 1796 та розташовувалася на півночі європейської частини Росії; за величиною друга губернія імперії, поступаючись лише Архангельській.

## Історія
Землі, які згодом зайняла Вологодська губернія, вже за давнини були заселені фіно-угорськими племенами. З XII—ХІІІ ст. сюди проникають помори і новгородці і засновують на цих землях ряд поселень (Вологду, Устюг та ін.). З XIV ст. серед місцевого населення поширюється християнство (св. Стефан Пермський — просвітник комі-зирян).
З захопленням Новгороду Вологодський край підпадає під владу Московії, задля чого додатково було проведено низку каральних походів.
У 1780 з трьох провінцій Архангелогородської губернії: Вологодської, Архангельської, Великоустюзької — утворено Вологодське намісництво, центром якого стала Вологда (місто з 1719 року).
В 1784 зі складу Вологодського намісництва виокремлено Архангельське намісництво, а в 1796 році запроваджено Вологодську губернію як самостійну адміністративну одиницю (з осередком у Вологді).
На початок ХХ століття площа Вологодської губернії становила ~ 402 112 км², а чисельність населення — 1 493 200 осіб. За даними перепису 1897 року 91,2 % населення губернії становили росіяни, 8,6 % — комі. Відсоток грамотності був 19,1 %.
У квітні 1918 вісім північно-західних губерній — Петроградська, Новгородська, Псковська, Олонецька, Архангельська, Вологодська, Череповецька і Північно-Двинська — були об'єднані в Союз комун Північної області, який, втім, уже за рік (в 1919 році) було скасовано.
14 січня 1929 Вологодська губернія скасована — на її місці було утворено Вологодський округ Північного краю.

## Повіти
На початок XX століття до складу губернії входили 10 повітів:
- Вологодський;
- Грязовецький;
- Кадніковський;
- Вельський;
- Тотемський;
- Нікольський;
- Устюзький (або Великоустюзький);
- Сольвичегодський;
- Яренський;
- Усть-Сисольський.

Міст у губернії нараховувалось 13: губернське, 9 повітових і 3 позаштатні (Красноборськ, Лальськ, Верховажський).
В 1918 Велико-Устюзький, Нікольський, Сольвичегодський, Усть-Сисольський і Яренський повіти відійшли до нової Північно-Двинської губернії. У наступному, 1919, до складу Вологодської губернії було передано Каргопольський повіт Олонецької губернії. В 1924 скасовано Грязовецький повіт.